# Pluft, o Fantasminha (minissérie)
Pluft, o Fantasminha é uma minissérie brasileira produzida pela Globo Filmes em co-produção com a Raccord Filmes e o Gloob. E exibida pela TV Globo, de 8 até 22 de janeiro de 2023, em 3 capítulos. Baseada na peça teatral de Maria Clara Machado, e é uma versão estendida do filme lançado em 2022. Adaptado por Cacá Mourthé e José Lavigne, com direção de Rosane Svartman.

## Enredo
A história mostra a inesperada amizade entre o fantasma Pluft que morre de medo de gente e a menina Maribel. Ela é sequestrada pelo pirata Perna de Pau, que quer usá-la para roubar o tesouro deixado pelo seu avô, o falecido Capitão Bonança Arco-íris. Na casa abandonada o onde o velho morou, Maribel espera pela ajuda dos atrapalhados marinheiros Sebastião, João e Julião.

## Produção

### Antecedentes
A peça foi encenada pela primeira vez no Teatro O Tablado, no Rio de Janeiro, em setembro de
1955, com direção da própria autora, pela qual recebeu o prêmio APCA.
Em 1975, já tinha sido adaptada para o formato de minissérie pela TV Globo, em parceria com a TVE. Adaptada e dirigida por Geraldo Casé e teve Dirce Migliaccio e Norma Blum nos papéis principais.
Dois filmes foram baseados na obra. Em 1961, produzido por Romain Lesage e interpretado por Dirce Migliacio, e em 2022, dirigido por Rosane Svartman, sendo o primeiro em 3D lançado no Brasil.